# 恐龍的體型
恐龍的體型將目前已知的不同恐龍生物群中，最大、最重與最小的成員列表出來。

五类恐龍的大型代表物種體型相比，圖片最左邊藍色的則代表現代人類的平均體
蜥脚形亚目（薇薇安超龙）
鸟脚亚目（巨型山東龍）
兽脚亚目（埃及棘龙）
装甲类（蹄足剑龙）
头饰龙类（恐怖三角龙）

備註：這個列表並不包含未公佈的化石。恐龍的體重估計值比身長估計值變化範圍更大，因為使用已滅絕動物的骨骸來估計牠們的身長較為容易。

## 獸腳亞目

### 最長的獸腳亞目

數種巨型獸腳類恐龍的體型相比。從左到右為：棘龍、南方巨獸龍、暴龍、馬普龍、鯊齒龍

以下列表為身長（包含尾巴在內）超過12公尺的獸腳類恐龍。  
1棘龙: 12—15.5米（39—51英尺）
2南方巨兽龙: 12.3—13.2米（40—43英尺）
3鲨齿龙: 12.2—13米（40—43英尺）
4马普龙: 12.2—13米（40—43英尺）
5霸王龙: 12.3—13米（40—43英尺）
6魁纣龙: 12.2米（40英尺）
7高棘龍: 11.5—11.8米（38—39英尺）?

### 最重的獸腳亞目
1霸王龙: 4.5—9.5 t（5.0—10.5 short ton）
2南方巨兽龙: 6—8.5 t（6.6—9.4 short ton） 
3棘龙: 6—8.5 t（6.6—9.4 short ton）
4鲨齿龙: 4—8.2 t（4.4—9.0 short ton）
5魁纣龙: 4.9—7.5 t（5.4—8.3 short ton）
6高棘龍: 2.4—7.3 t（2.6—8.0 short ton）
7恐手龙: 5—6.8 t（5.5—7.5 short ton）
8似鳄龙: 2.5—6.5 t（2.8—7.2 short ton）
9奥沙拉龙: 5—6.4 t（5.5—7.1 short ton）
10吉兰泰龙: 2.5—6 t（2.8—6.6 short ton）

### 最小的獸腳亞目（不包含鳥類）
以下為身長小於或等于80cm的獸腳類恐龍（不包含鳥類）：
1. 耀龍（Epidexipteryx）：25公分到30公分。[4][23]
2. 近鳥（Anchiornis）：34公分。[24]
3. 小馳龍（Parvicursor）：39公分。
4. 寐龍（Mei）：53公分。[2]
5. 金鳳鳥（Jinfengopteryx）：55公分。[25]
6. 小盜龍（Microraptor）：55到77公分。
7. 美頜龍（Compsognathus）：60公分到1.4公尺。
8. 小力加布龍（Ligabueino）：70公分。
9. 大黑天神龍（Mahakala）：70公分。[26]
10. 侏羅獵龍（Juravenator）：75到104公分。
11. 恩霹渥巴龍（Nqwebasaurus）：80公分。

## 蜥脚形亚目
蜥脚形亚目恐龍的化石經常處於破碎的狀態，因此很難估計牠們的體型。而且牠們的化石常缺乏尾部，所以估計值的錯誤範圍很大。恐龍體重的計算方式是採用身長的三次方，而蜥腳類恐龍的身長大多無法確定，因此更難以估計牠們的體重。以下估計值主要根據Gavinrymill、Miketaylor （页面存档备份，存于）、以及 Mortimer （页面存档备份，存于）等人的論敘。而化石非常破碎，或是化石已遺失的物種，都標上問號。
巨型蜥腳類恐龍通常可以分為兩群：一群的體型較短、較粗壯，但體重較大，主要為泰坦巨龍類與腕龍科；另一群的體型較為修長，但體重較輕，主要為梁龍科。

### 最長的蜥脚形亚目

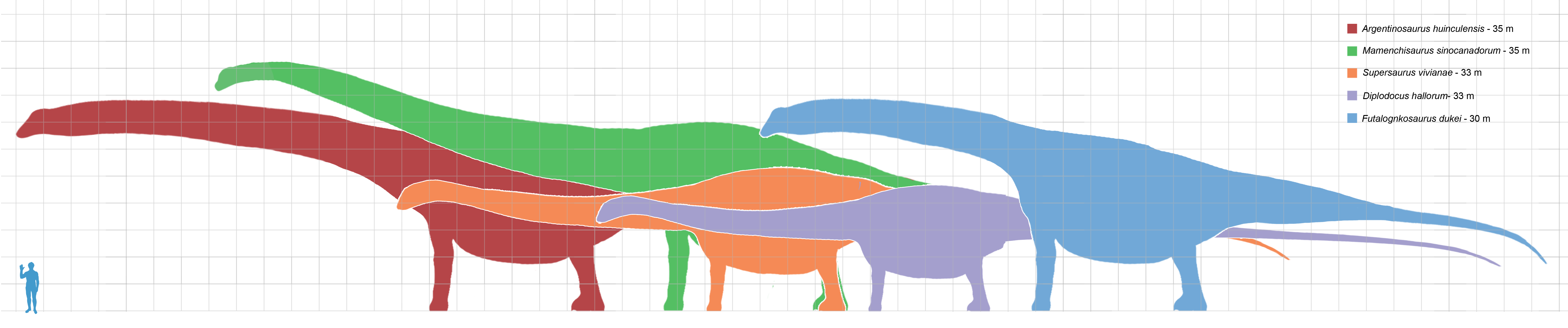
數種大型代表蜥腳下目恐龍的體型比較圖。分別為：阿根廷龍(紅)、馬門溪龍(綠)、超龍(橘)、梁龍(紫)、富塔隆柯龍(藍)

1阿根廷龍（Argentinosaurus）31-37.6公尺。
2巴塔哥巨龍 （Patagotitan）：30-35公尺。
3马门溪龙（Mamenchisaurus）：26到35公尺。
4超龍（Supersaurus）：32到34.5公尺。
5梁龍（D. hallorum）：26-32公尺。原為地震龍（Seismosaurus）。
6阿拉莫龍（Alamosaurus）：28到31.5公尺。
7巨大南极龙（"Antarctosaurus" giganteus）: 25-30公尺。
8新疆巨龍（Xinjiangtitan）：26-29公尺。
9波塞東龍（Sauroposeidon）: 27到28.5公尺。備註：目前已知最高的恐龍，身高15-17公尺。

### 最重的蜥脚形亚目
1阿根廷龍（Argentinosaurus）：50至92公噸。
2马门溪龙（Mamenchisaurus）：44到80公噸。
3巴塔哥巨龙属 （Patagotitan）：55到72公噸。
4南巨龙属 （Notocolossus）：44.9到55公噸。
5阿拉莫龍（Alamosaurus）：39.5到52公噸。
6波塞東龍（Sauroposeidon）：38到52公噸。
7无畏巨龙（Dreadnoughtus）：22.1到46公噸。
8潮汐龙（Futalognkosaurus）：20到42公噸。

### 最小的蜥脚形亚目
1. 歐姆殿龍（Ohmdenosaurus）: 4米（13英尺）[3]
2. 貝里肯龍（Blikanasaurus）: 4—5米（13—16英尺）[4][3]
3. 细长龙（Lirainosaurus）: 4—7米（13—23英尺）[4][41]
4. 馬扎爾龍（Magyarosaurus）: 5.3—6米（17—20英尺）[4][3]
5. 歐羅巴龍（Europasaurus）: 5.7—6.2米（19—20英尺）[4][3][42]
6. 火山齒龍（Vulcanodon）: 6.5—11米（21—36英尺）[4][3]
7. 伊森龍（Isanosaurus）: 6.5—17米（21—56英尺）[3][43]
8. 萨尔塔龙（Saltasaurus）: 7—12.8米（23—42英尺）[4][44][29]
9. 内乌肯龙（Neuquensaurus）: 7—15米（23—49英尺）[3][45]
10. 雷前龍（Antetonitrus）: 8—12.2米（26—40英尺）[3][46]

## 鳥腳亞目

### 最長的鳥腳亞目

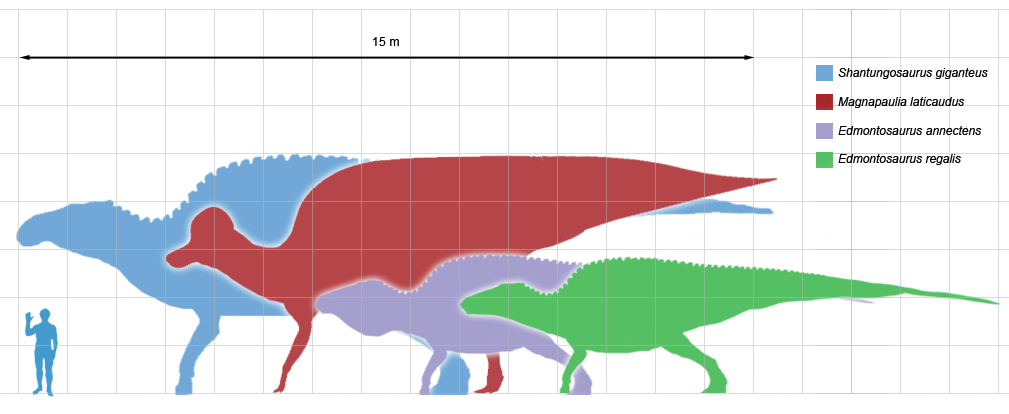
數種大型鳥腳類恐龍的體型相比。由左到右分別為：山東龍、巨保羅龍、鴨龍、埃德蒙頓龍。

1. 山東龍（Shantungosaurus）：14.7—18.7米（48—61英尺）[16][3][47][48][49]
2. 埃德蒙頓龍（Edmontosaurus）：9—15.2米（30—50英尺）[3][4][50][51][52][53]
3. 阔步龙（Hypsibema）：15米（49英尺）?[3]
4. 贝尼萨尔禽龙（Iguanodon）：10—13米（33—43英尺）[3][54]
5. 卡戎龍（Charonosaurus）：10—13米（33—43英尺）[4][55]
6. 巨保罗龙（Magnapaulia）：12.5米（41英尺）[56]
7. 窄吻櫛龍（Saurolophus angustirostris）：12米（39英尺）[4][57]

### 最重的鳥腳亞目
1. 山東龍: 9.9—22.5 t（10.9—24.8 short ton）[4][10][16][58]
2. 加尔韦禽龙: 15.3 t（16.9 short ton）[10]
3. 连接埃德蒙顿龙: 3—13.2 t（3.3—14.6 short ton）[59][16][60][51]
4. 栉龙: 5—11 t（5.5—12.1 short ton）[10][61]
5. 贝尼萨尔禽龙: 3.08—8.3 t（3.40—9.15 short ton）[10][62]
6. 帝王埃德蒙顿龙: 4—7.6 t（4.4—8.4 short ton）[10]
7. 加拿大短冠龙: 4.5—7 t（5.0—7.7 short ton）[4][10]
8. 巨齿兰州龙: 6 t（6.6 short ton）[4]
9. 沃克氏副栉龙: 2.5—5.1 t（2.8—5.6 short ton）[10][16][63][64]
10. 嘉荫卡戎龙: 5 t（5.5 short ton）[4]

## 角龍亞目

### 最長的角龍亞目
以下為身長（包含尾巴）超過6公尺以上的角龍類恐龍。
1. 始三角龍（Eotriceratops）：8.5米（28英尺）[4]
2. 三角龍（Triceratops）：8米（26英尺）[4]
3. 牛角龍（Torosaurus）：8米（26英尺）[4]
4. 白杨山角龙（Ojoceratops）：8米（26英尺）[3]
5. 泰坦角龙（Titanoceratops）：6.5—6.8米（21—22英尺）[4][65]
6. 厚鼻龍（Pachyrhinosaurus）: 6米（20英尺）[4]
7. 河神龙（Achelousaurus）: 6米（20英尺）[4]

### 最小的角龍亞目
1. 阎王角龙（Yamaceratops）：50公分。[4]
2. 辽宁角龙（Liaoceratops）：50公分。[4]

## 厚頭龍亞目

### 最大的厚頭龍亞目
1. 厚頭龍（Pachycephalosaurus）：4.5—7米（15—23英尺）[4][3]

### 最小的厚頭龍亞目
1. 皖南龍（Wannanosaurus）：60公分。[66]

## 装甲类

### 最長的装甲类
以下为长度超过8米的装甲类恐龙：
1. 劍龍屬（Stegosaurus）：6.5—9米（21—30英尺）[4][3]
2. 雪松甲龙（Ankylosaurus）：5—9米（16—30英尺）[4][3][67]
3. 锐龙（Dacentrurus）：7—8米（23—26英尺）[4][3][68]
4. 甲龍（Ankylosaurus）：6.25—8米（20.5—26.2英尺）[3][69][70]
5. 多智龙（Tarchia）：4.5—8米（15—26英尺）[4][3]

### 最小的装甲类
1. 遼寧龍（Liaoningosaurus）：34公分，但化石為幼年體。[3]
2. 小盾龍（Scutellosaurus）：1.2公尺。[3]
3. 龍胄龍（Dracopelta）：2公尺。[3]
4. 敏迷龍（Minmi）：2公尺。

## 外部連結
- "《科學生活》報導：最大型的肉食性恐龍，恐龍歷史遭到改寫
- 2003年度的獸腳亞目體型排名，由Mickey Mortimer所編寫。 （页面存档备份，存于）